# روزهای زیبا
روزهای زیبا یک مجموعه تلویزیونی محصول سال ۱۳۸۷ به کارگردانی جواد افشار، نویسندگی فرنوش خرسند و بازنویسی برزو نیک‌نژاد و تهیه‌کنندگی سیدامیر سیدزاده می‌باشد که از شبکه تهران پخش شد.
داستان دختری است که پس از مرگ پدرش با خواهرها و برادرهایش دچار مشکل می‌شود.

## بازیگران
- رزیتا غفاری
- حسن جوهرچی
- حسن پورشیرازی
- لادن طباطبایی
- سام درخشانی
- عنایت‌الله بخشی
- منوچهر آذر
- شهروز ابراهیمی
- مریم کاویانی